# SV Limmer 1910
Der SV Limmer 10 war ein Sportverein aus dem hannoverschen Stadtteil Limmer. Die erste Fußballmannschaft spielte von 1949 bis 1956 fünf Jahre lang in der höchsten niedersächsischen Amateurliga.

## Geschichte
Der Verein wurde im Jahre 1910 gegründet. Der Sportplatz des Sportvereins lag auf der Leineinsel bei der Schwanenburg und war in früheren Zeiten nur mit einer Fähre zu erreichen. 1977 kam es zur Fusion mit dem 1892 gegründeten Turn-Club Limmer zum TSV Limmer.

### Fußball
Die große Zeit der Fußballmannschaft begann in den späteren 1940er Jahren unter Karl Laue, dem ersten Präsidenten des Niedersächsischen Fußballverbandes. Zwei Jahre lang spielte man in der Landesliga Hannover gegen den Abstieg und wurde 1949 nach einem 2:1-Sieg im Entscheidungsspiel gegen den SV Munster in die Amateuroberliga Niedersachsen-West aufgenommen. Nach nur einer Saison musste man absteigen. Während der Saison gelang immerhin ein 5:0-Sieg über den Staffelsieger Eintracht Osnabrück.
Nachdem der direkte Wiederaufstieg unter Trainer Fritz Deike verpasst wurde, gelang 1952 der Sprung in die Zweitklassigkeit. Nunmehr in der Ostgruppe antretend konnte man sich im Mittelfeld der Liga etablieren. Mit Horst Wilkening spielte seinerzeit ein späterer deutscher Amateur-Nationalspieler für den Verein. Dennoch musste die Mannschaft 1956 als Vorletzter zurück in die Amateurliga 3. Im Jahre 1962 musste man aus dieser absteigen und kam 1972 in der Kreisliga an.

### Handball
Die Feldhandball-Abteilung spielte mehrere Jahre in der erstklassigen Handball-Gauliga Niedersachsen. Durch den Gewinn der Gaumeisterschaft 1934 qualifizierte sich Limmer für die Deutsche Feldhandball-Meisterschaft 1933/34, schied dort jedoch bereits in der Vorrunde aus.